# جورجي أبولونوفيتش جابون
جورجي أبولونوفيتش جابون بالروسية ( Гео́ргий Аполло́нович Гапо́н ) ولد في 17 فبراير 1870 و توفي في 10أبريل 1906 كان راهب أرثوذكسي روسي , قام بقيادة الحركات العمالية قبل و خلال الثورة الروسية 1905

## النشأة
ولد الأب جابون في مقاطعة بولتافا أوكرانيا في الوقت الحاضر لعائلة من الفلاحين.. وقد تلقى تعليمه في مدرسة دينية لاهوتية وتزوج في عام 1896 ، ولكن زوجته توفيت عام 1898. تخرج من أكاديمية سانت بطرسبرغ اللاهوتية في عام 1902. أصبح غابون معلم ديني في ميتم سانت أولغا للأطفال في عام 1900 وانخرط في العمل مع عمال المصانع والأسر الفقيرة من البطالة

## مقتل الأب جابون
قتلته منظمة القتال الاشتراكية الثورية

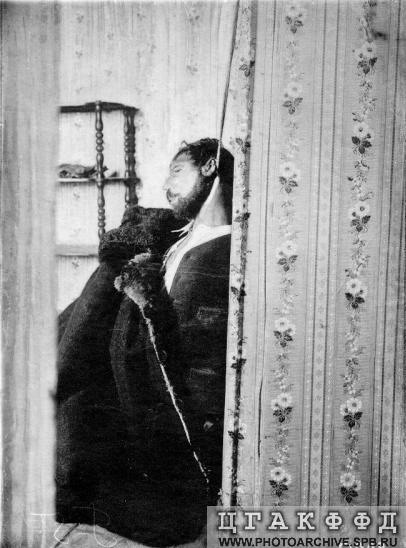
جثة القس جابون بعد شنقه. لاتهامه بالعماله للشرطة الروسية السرية.

## الأب جابون في السينما
ظهر سنة 1971 في فيلم نيكولاس والكسندرا بواسطة المخرج جوليان غلوفر
ظهر سنة 1974 في مسلسل سقوط النسور .بواسطة المخرج كينيث كولي